# Late Registration
Late Registration è il secondo album del rapper statunitense Kanye West, pubblicato il 30 agosto 2005 dalle etichette discografiche Roc-A-Fella Records e Def Jam Recordings.
L'album è stato registrato per un anno circa tra gli studi di New York e Hollywood, in collaborazione con il produttore discografico e compositore statunitense Jon Brion. L'album presenta le collaborazioni di Adam Levine, Lupe Fiasco, Jamie Foxx, Common, Jay-Z, Brandy Norwood, Nas ed altri. La produzione si appresta ad essere più sfarzosa ed elaborata rispetto a quella del precedente The College Dropout, la quale utilizzava un metodo di campionatura e di orchestrazione. I testi spaziano dalle vicende personali di West a temi politici, come la povertà, il traffico di droga, il razzismo, la sanità ed il commercio dei diamanti di sangue.
Nella sua prima settimana dopo la pubblicazione, Late Registration ha debuttato alla prima posizione della Billboard 200, vendendo 860 000 copie. Raggiunse alla fine vendite per oltre 3,1 milioni di copie nei soli Stati Uniti e venne certificato triplo platino dalla RIAA. Cinque singoli sono stati estratti dall'album per promuoverne l'uscita, tra cui le hit Touch the Sky, Heard 'Em Say e Gold Digger, ultima delle quali raggiunse la prima posizione della Billboard Hot 100. Sono stati prodotti anche dei videoclip per ogni singolo estratto, nel mentre West supportava l'album con un tour promozionale, il quale poi venne pubblicato nell'album dal vivo Late Orchestration.
Late Registration fu anche un successo di critica. Vinse il Grammy Award al miglior album rap ed ottenne una candidatura a miglior album dell'anno ai Grammy Awards 2006. È inoltre apparso in numerose classifiche annuali delle maggiori riviste di settore. Rolling Stone lo ha nominato come il miglior album del 2005, e l'ha incluso successivamente al 118º posto nella lista dei 500 migliori album di tutti i tempi.

## Descrizione

### Registrazione

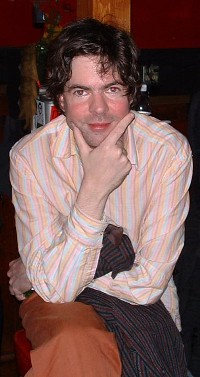
Il compositore cinematografico e produttore discografico Jon Brion collaborò alla produzione dell'album

Kanye West impiegò oltre un anno e investì due milioni di dollari per la costruzione di Late Registration. La maggior parte delle sessioni di registrazione si svolsero ai Sony Music Studios di New York e ai Record Plant di Hollywood, Los Angeles, California; altre sedute ebbero luogo presso i Chalice Recording Studios e i Grandmaster Recording Studios di Hollywood. Egli cominciò a lavorare in studio al termine del Truth Tour del cantante R&B Usher. Nel novembre 2004, West aveva completato circa il 70% dell'album. Tuttavia non si sentiva soddisfatto del lavoro svolto e nel marzo dell'anno successivo, portò in studio il compositore cinematografico Jon Brion, che alterò drasticamente la direzione artistica del progetto.
Le sessioni che videro insieme West e Brion furono di carattere ampiamente sperimentale, con i due che esploravano le possibilità di un ampio spettro di suoni. West costruiva la struttura base delle canzoni, portando i campionamenti, il ritmo della batteria elettronica e occasionalmente qualche strofa rap incompiuta. Dopo essersi confrontati circa la direzione musicale da dare all'album, West sceglieva tra gli strumenti insoliti che gli forniva (e suonava) Brion, cercando di incorporare il loro caratteristico suono nella struttura dei pezzi. West intendeva la creazione dell'album come se fosse la regia di un film: visualizzava le canzoni come se fossero scene, delineando ciascuna in modo tale da trasmettere in maniera efficiente il rispettivo contesto sociale o introspettivo, e assicurandosi che il tutto fosse sincronizzato all'interno del progetto finale. Questa metodologia lavorativa era condivisa da Jon Brion.
Per Late Registration, West collaborò anche con vari artisti ospiti, selezionati sulla base dell'effetto che le loro voci avevano avuto su di lui all'ascolto. Egli citò come esempi principali Adam Levine, Brandy, Jay-Z e Paul Wall. Adam Levine, cantante solista e leader dei Maroon 5, appare nella traccia d'apertura, Heard 'Em Say. I due avevano già collaborato quando i Maroon 5 commissionarono a West la produzione di un remix per This Love e in seguito avevano fatto amicizia mentre erano seduti insieme su un volo per Roma in occasione degli MTV Europe Music Awards del 2004.
Originariamente West aveva prodotto e registrato Gold Digger nella casa di Ludacris ad Atlanta, Georgia, per l'album di debutto di Shawnna Worth tha Weight e aveva composto il ritornello da un punto di vista femminile in prima persona. Tuttavia, Shawnna non utilizzò il brano. West riscrisse due strofe da un punto di vista maschile per se stesso; circa un anno dopo, appena prima che Gold Digger fosse preparata per la pubblicazione, aggiungendo una terza strofa, e incidendola e mixandola ai Sony Music Studios di New York in una settimana. Dopo essere stato con l'amico John Mayer a vedere l'interpretazione di Ray Charles da parte di Jamie Foxx nel film Ray (2004), West decise di volere Foxx per cantare una interpolazione della canzone I Got a Woman di Charles al posto del campionamento originale. 
Una volta approntata la traccia, fu stratificata con strumenti aggiuntivi forniti da Brion e selezionati individualmente da West.
Il rapper di Houston Paul Wall appare insieme a West e GLC in Drive Slow, traccia incisa a Los Angeles dopo che i due si erano conosciuti durante un servizio fotografico per la rivista King. West avrebbe voluto avere la rapper M.I.A. nella traccia, ma la cantante declinò l'invito a causa di impegni di lavoro. My Way Home è interpretata dall'amico intimo di West Common, il cui sesto album di studio Be era stato prodotto ed inciso da West simultaneamente a Late Registration.
Mentre la versione originale di Diamonds from Sierra Leone include la sola partecipazione di West come performer, egli decise di incidere un remix della canzone con la partecipazione di Jay-Z, che uscì dal ritiro dal rap dopo aver appreso della guerra civile in Sierra Leone finanziata dal mercato dei diamanti. Entrambe le versioni di Diamond from Sierra Leone furono incluse nell'album, con quella che vede la sola partecipazione di West come bonus track. Il pezzo contiene una parte di batteria suonata dal vivo da Michel Gondry, il regista del film Se mi lasci ti cancello e in seguito del video di Heard 'Em Say, che aveva visitato lo studio un giorno che Brion stava montando una batteria. Secondo Jay-Z, West mixò Diamonds from Sierra Leone circa quattordici volte prima di ottenere il risultato voluto. Il processo di lavorazione subì un ritardo di due settimane quando West e Brion vollero noleggiare un clavicembalo per le percussioni nella canzone.
West registrò un verso del rapper Nas, uno dei suoi idoli, per la traccia We Major, senza informare Jay-Z, che all'epoca era in forte contrasto con Nas. In seguito West rivelò che la sua intenzione era stata proprio quella di smorzare i toni nella contesa tra i due, cosa che poi accadde più avanti. Hey Mama, dedicata da Kanye a sua madre Donda West, era stata incisa all'inizio del 2000. Brion si è imbattuto in qualche ostacolo mentre dirigeva un'orchestra di venti elementi per Celebration, poiché i suoi musicisti si trovarono a ridacchiare per i testi umoristici di West, cosa che ostacolò il loro modo di suonare. Riguardo Roses, West e Brion ebbero qualche screzio; Brion inizialmente scrisse un arrangiamento della tastiera, ma West lo rimosse insieme al ritmo per riconfigurare completamente l'intera canzone in modo tale che le sue strofe fossero costruite attorno al ritmo formato dalla sua voce e relegò gli arrangiamenti di Brion solo durante i ritornelli. Successivamente Brion paragonò l'indecisione che circondò la costruzione del brano a quella della famosa rimozione all'ultimo minuto da parte di Prince della linea di basso da When Doves Cry. Secondo Patti LaBelle, lei contribuì alla voce in Roses: «Una sera ero nel suo studio, e [West] e sua madre mi chiesero entrambi se volessi cantare qualcosa nella canzone. Non ricevetti nessun credito sul disco perché le note interne erano state già stampate».

### Musica e produzione
La musica sull'album miscela la produzione hip hop di West con l'elaborata orchestrazione da musica da camera di Brion, e sperimentalmente approfondisce una vasta gamma di generi diversi, includendo jazz, blues, rock, R&B, spoken word, funk, classica e soul psichedelico. Con la presenza di Brion, che dirige un'orchestra formata da venti elementi e suona gli strumenti individualmente scelti da West, l'album è di natura ampiamente orchestrale, mettendo in mostra un'eufonia di arrangiamenti d'archi, accordi di pianoforte, ottoni e riff di strumenti a fiato tra le altre strumentazioni sinfoniche. I due incorporarono nel disco anche una grande varietà di strumenti esotici e vintage non tipici nella musica popolare, o tanto meno nell'hip hop, come celesta, clavicembalo, Chamberlin, sintetizzatore analogico CS-80, campane cinesi e berimbau.
Relativamente a Late Registration, Serena Kim della rivista Vibe fece notare come West utilizzi stili non convenzionali e improvvisi cambi di tempo nelle strutture delle canzoni, facendo confronti con i Beatles durante il loro periodo sperimentale. Rolling Stone descrisse Late Registration la "rivendicazione da parte di West dell'intero mondo della musica come territorio hip-hop", un album che racconta "la sua folle ricerca per spazzare via ogni cliché sull'identità hip-hop". Kim concorda con questo ragionamento, affermando: «West tenta ambiziosamente di allontanarsi dalla sensibilità di strada di Dropout dando a Late Registration un finale brillante, quasi alt-pop». L'album è stato anche descritto come un'opera di pop rap, dai giornalisti Caleb Wossen del Dallas Observer ed Eric Sundermann di Vice.
Heard 'Em Say esibisce una melodia discendente di pianoforte proveniente da Someone That I Used To Love nell'esecuzione di Natalie Cole, impreziosita da ritmi calanti e un sintetizzatore per basso e chitarra acustica. Il finale della canzone composto in modo complesso, con la giusta dose di svolazzo fornita da nuovi elementi musicali come xilofoni e campane, esemplifica la complessità musicale dell'album. Touch the Sky è l'unica traccia dell'album a non essere stata prodotta da West. Il pezzo fu prodotto dal collega produttore della Roc-a-Fella Just Blaze, che utilizzò un campionamento rallentato del brano Move On Up di Curtis Mayfield infarcito di esultanti suoni di corno latino. Gold Digger contiene una interpolazione di I Got a Woman di Ray Charles e un rimbalzante beat formato da battiti di mani e  scratch del DJ A-Trak. Verso la fine, la canzone impiega un sintetizzatore vintage, che emette un suono di clacson in cadenza con la voce di Kanye. La tecnica produttiva di West è esemplare in Drive Slow, una canzone che campiona il sassofono contralto da un'incisione di Hank Crawford del brano Wildflower, mentre si accelera leggermente e si riproduce in loop la melodia introduttiva della canzone su una batteria jazz in downtempo prima di rallentare verso il finale, che è antitetico ai loop in stile Chipmunks di West.

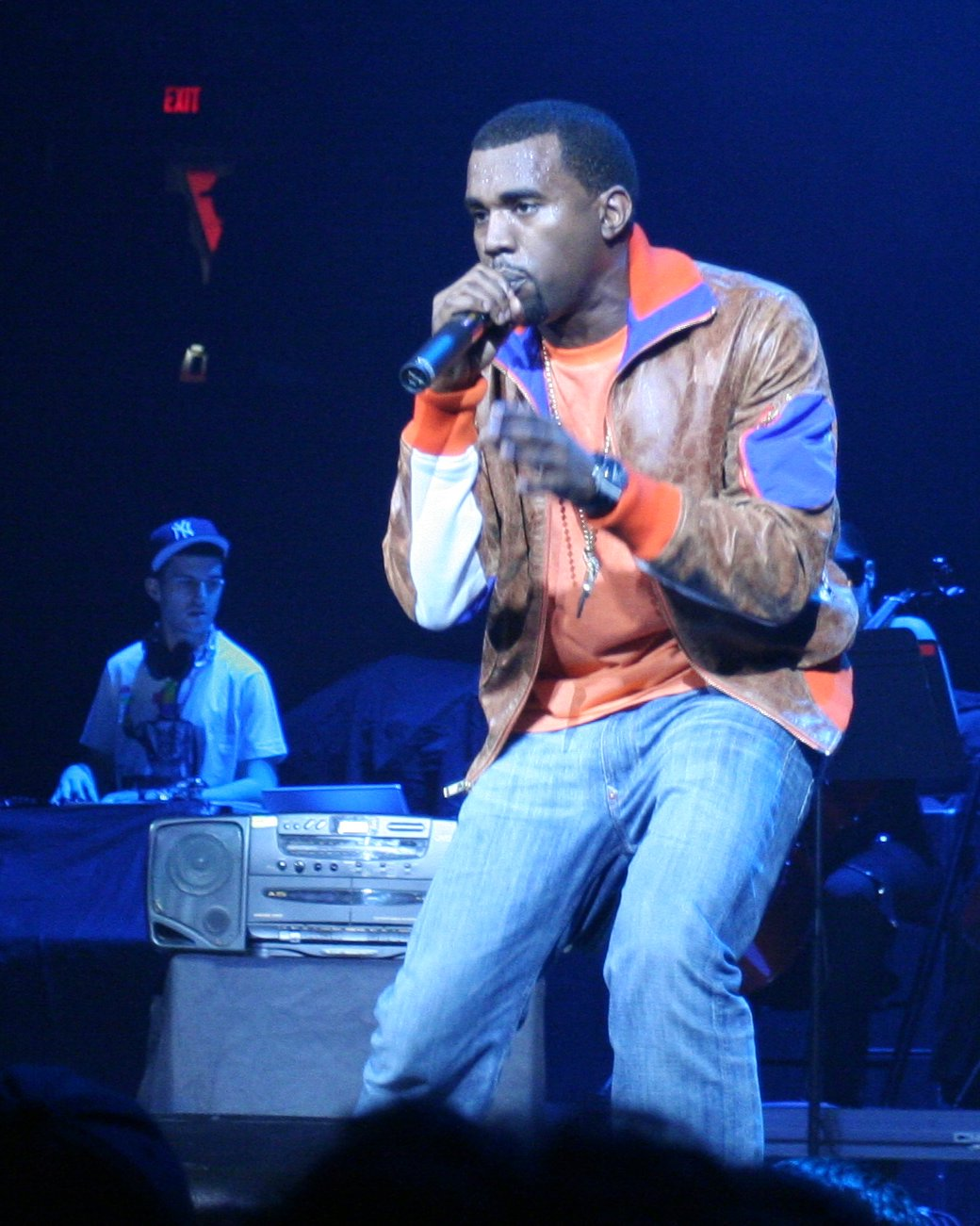
West con il DJ A-Trak sullo sfondo

L'interludio My Way Home include un campionamento tratto da Home is Where the Hatred Is di Gil Scott-Heron. Bring Me Down contiene più orchestrazioni di ogni altra traccia sull'album. Inoltre, è presente la sovraincisione della voce di Brandy per creare un effetto corale, e produrre l'illusione di un coro composto da 48 voci che cantano le armonie. L'arrangiamento in up-tempo di Addiction comprende sintetizzatore, conga, charleston filtrato, chitarra e un campione da My Funny Valentine nell'esecuzione di Etta James. 
Per tutto il tempo, la voce sovraincisa di West riverbera dentro e fuori la traccia. Per Diamonds from Sierra Leone, West ricorse a un campionamento della theme song del film Agente 007 - Una cascata di diamanti del 1971, Diamonds Are Forever cantata da Shirley Bassey, stratificata con arrangiamenti lussureggianti comprendenti una batteria suonata dal vivo, strumenti a fiato, archi e un clavicembalo che cresce d'intensità insieme alla sua voce.
Il brano più lungo presente in Late Registration, We Major della durata di sette minuti, implementa una voce di accompagnamento esuberante e amplificata, un "groove disco" con una linea di basso, glissando di piano elettrico e fiati. La melodia di Hey Mama si intreccia con un campionamento vocale tratto da Today Won't Come Again di Donal Leace, mentre il ritmo è fornito da una batteria in stile Tin Pan Alley. In aggiunta, il brano include cori processati al vocoder, un assolo di xilofono e un finale discendente al sintetizzatore. Celebration, si apre con un suono elettronico scintillante, con campionamenti di Heavenly Dream dei KayGees.
Alcuni degli arrangiamenti orchestrali più complessi dell'intero album, sono presenti in Gone. La composizione comincia con un campionamento vocale tratto da It's Too Late di Otis Redding e due accordi di pianoforte in staccato, seguiti da un semplice beat funk. Con il progredire della canzone, la struttura si trasforma gradualmente e sviluppa sempre più musicalità. In tutto la traccia include dieci violini, quattro viole e quattro violoncelli nel mezzo delle strofe, che inizialmente arrivano in brevi esplosioni in staccato che semplicemente punteggiano il ritmo ma alla fine si espandono e si consolidano in una vera e propria sezione archi dall'arrivo dei ritornelli armonici. Dopo la sua terza strofa, la canzone entra in un passaggio strumentale prima di tornare con una quarta strofa, dove l'ascesa e la discesa della voce di West è emulata in modo complesso dalle fluttuazioni dell'orchestra d'archi.

### Testi e tematiche

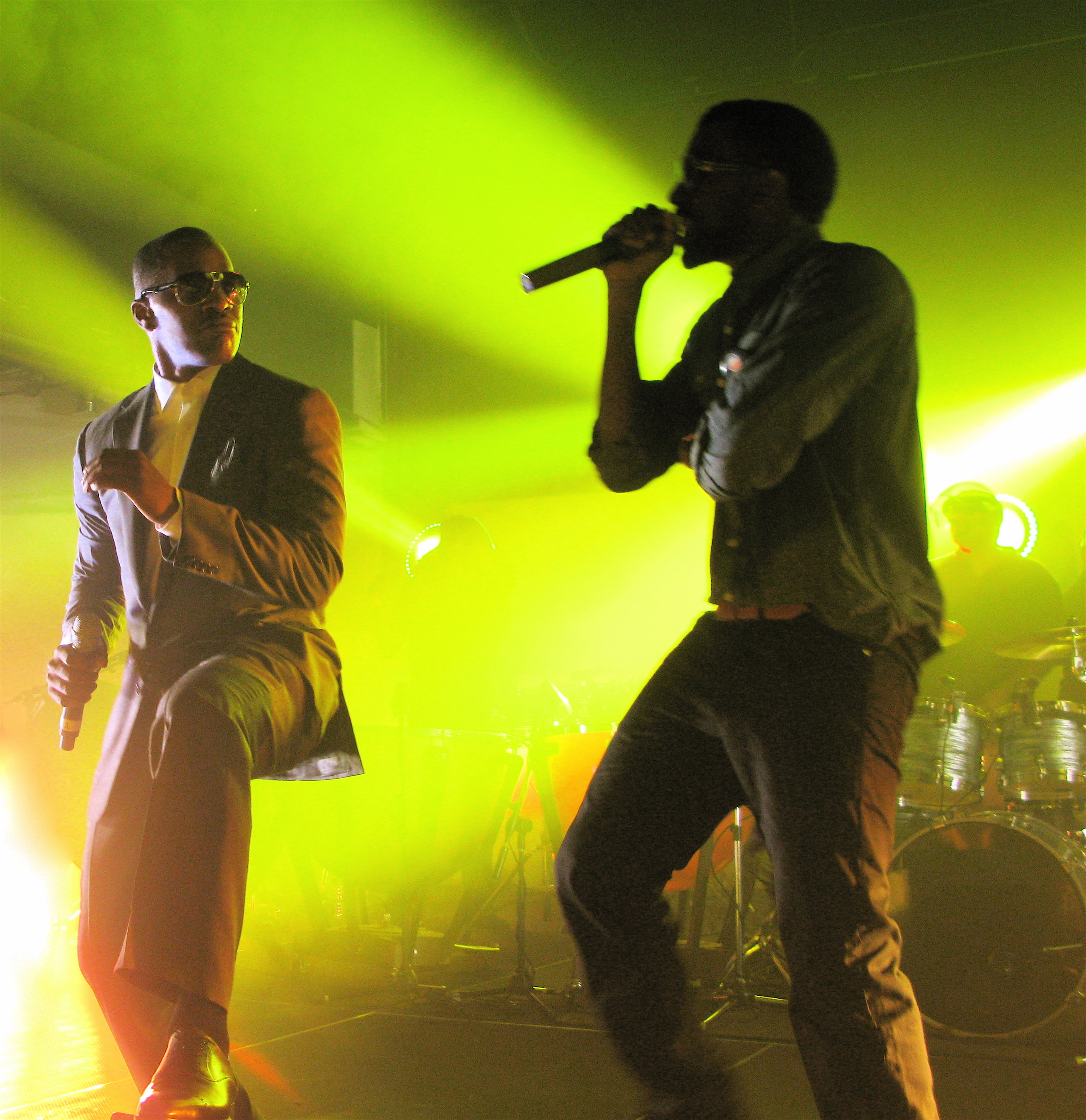
Kanye West e Jamie Foxx eseguono Gold Digger insieme sul palco

Secondo Josh Tyrangiel della rivista Time, Late Registration funge da esibizione del "potere furtivo della capacità di raccontare storie di West". Kanye West dichiarò che il suo obiettivo era quello di trattare argomenti che le persone di tutti i ceti sociali possano trovare riconoscibili, rimanendo però onesto con se stesso: «[Volevo avere] dei rap che fossero malati come quelli di Jadakiss ma anche comprensibili come quelli di Will Smith». La traccia d'apertura Heard 'Em Say è una canzone "tristemente contemplativa" che "parla dell'essere onesti con se stessi in un mondo che non lo è". La traccia è scritta dalla prospettiva di un americano afflitto e impoverito che si lamenta silenziosamente degli errori della società e mette in discussione il mondo che lo circonda. West offre una prospettiva ironica all'interno di Gold Digger, dove descrive criticamente la vita disastrosa di un uomo sposato con una donna che lo manipola per scopi finanziari. Tuttavia, un'altra storia emerge nella terza strofa, che illustra un maschio nero un tempo indigente che guadagna una fortuna e decide di lasciare una fidanzata leale e altruista per una donna bianca.
Crack Music continua il commento sociopolitico avviato con Heard 'Em Say. Tuttavia, le due canzoni esprimono toni opposti; dove Heard 'Em Say era schiva e passiva-aggressiva, Crack Music è audace e diretta. Nella canzone, West discute la diffusione e l'impatto devastante del crack nella comunità afroamericana e sostiene la sovranità della musica sperimentata dai musicisti neri, equiparando metaforicamente il loro potere e influenza alla dipendenza sulla società americana. Nella sentimentale Roses, Kanye racconta la degenza in ospedale della nonna malata attraverso un poema malinconico che critica il sistema sanitario statunitense.
La versione originale di Diamonds from Sierra Leone è in gran parte un flusso di parole in associazione libera ed è piena di una litania di battute liriche che servono come cronaca delle sue esperienze passate come parte della "famiglia" Roc-A-Fella Records, dal tour insieme a Jay-Z nel suo Blueprint Lounge Tour alla successiva caduta e rinascita dell'etichetta. Però, West utilizzò la versione remix di Diamonds from Sierra Leone per rivolgersi direttamente alla questione dei "diamanti insanguinati" che le persone inconsapevolmente indossano ogni giorno e che vengono utilizzati per finanziare orribili guerre civili in Africa occidentale. Liricamente, l'ampia, edificante We Major è un'esaltazione spirituale del successo generazionale e personale. Hey Mama è una dedica di West a sua madre, Donda West. Nella ballata, egli racconta i tempi difficili trascorsi insieme ed esprime i propri amore, gratitudine e devozione nei suoi confronti.
In aggiunta, l'album include una serie di skit comici che vedono West unirsi a una fittizia "fratellanza nera" chiamata "Broke Phi Broke", i cui membri si fanno onore e vanto di vivere una vita senza soldi o possedimenti, nonostante gli ovvi svantaggi che uno stile di vita come questo comporta. Il suo personaggio viene alla fine espulso dalla fratellanza quando viene scoperto che non solo West produce beat per denaro ma ha anche infranto parecchie regole, come fare colazione tutti i giorni, comprare abiti nuovi e farsi la doccia. Secondo il giornalista musicale Mickey Hess, questi skit servono da metafora della "contraddizione al cuore dello stile di vita americano contemporaneo: il bisogno di appartenere a un gruppo, per adattarsi, con i tuoi simili contro il concetto Darwinista dell'afferrare follemente le cose materiali, il successo in quest'ultimo scopo è la definizione stessa di successo nella nostra cultura". Gli skit sono interpretati dal comico DeRay Davis, che già aveva fornito la voce per gli skit in The College Dropout.

### Copertina
La direzione artistica e il design per Late Registration sono opera dello studio grafico Morning Breath Inc. di Brooklyn. In maniera simile al suo predecessore, la grafica dell'album prosegue il discorso sull'educazione scolastica. Dove The College Dropout aveva reminiscenze di un annuario del liceo, le immagini contenute nel booklet di Late Registration furono scattate all'Università di Princeton. La visione di West per lo stile delle fotografie si ispirò alle opere del pittore satirico John Currin, uno dei suoi artisti preferiti. Nel booklet è presente anche la scritta Tardus Subcriptio, traduzione in latino di Late Registration. La copertina mostra il caratteristico "Dropout Bear", l'orsacchiotto antropomorfo mascotte di West, vestito con un'uniforme universitaria. Entrando dal cancello principale di Princeton, Dropout vaga per i suoi corridoi, si siede in una biblioteca vuota, e legge vari libri prima di andarsene dall'università passando per lo stesso cancello nel retro di copertina.

## Pubblicazione
L'album sarebbe dovuto uscire il 12 luglio 2005, ma la data fu posticipata al 16 agosto dalla Roc-A-Fella/Def Jam. La pubblicazione venne infine rimandata al 30 agosto dallo stesso Kanye West perché aveva bisogno di più tempo per completare il disco. Grazie alle prevendite dell'album su iTunes Store, Late Registration divenne uno dei titoli più prenotati prima dell'uscita nella storia dello store digitale.
Uno spot televisivo promozionale per Late Registration fu diretto e animato da Maggie Rogers, Abby Johnson e Paul Tuersley della Mr & Mrs Smith Design Ltd. Il filmato mostra una versione gigantesca dell'orsacchiotto "Dropout Bear" che si aggira per le strade di Londra.
Nella prima settimana di pubblicazione, Late Registration esordì in vetta alla classifica statunitense Billboard 200 con vendite di oltre 860,000 copie. Il 23 novembre 2020 Late Registration è stato certificato quadruplo disco di platino dalla Recording Industry Association of America (RIAA) negli Stati Uniti, con vendite superiori ai quattro milioni di copie.

## Accoglienza
| Recensione           | Giudizio |
| -------------------- | -------- |
| Metacritic           | 85/100   |
| AllMusic             |          |
| Entertainment Weekly | B+       |
| The Guardian         |          |
| NME                  | 8/10     |
| Pitchfork            | 9.5/10   |
| Ondarock             | 7.5/10   |
| Piero Scaruffi       | 7/10     |
| Rolling Stone        |          |
| Robert Christgau     | A+       |

Late Registration fu accolto positivamente da gran parte della critica di settore. Recensendo l'album per la rivista Rolling Stone, Rob Sheffield lo considerava "un trionfo innegabile, dall'inizio alla fine, così ampio da far sembrare il debutto una bozza approssimativa", mentre chiamava West "un vero MC". Simon Reynolds di Uncut trovò brillanti la maggior parte delle canzoni, evidenziate da quello che definì un "uso ineguagliabile dei campioni vocali da parte di West", mentre Josh Tyrangiel di Time scrisse che i campionamenti e l'arrangiamento degli archi in Gone può persuadere gli ascoltatori a credere alla grandezza di West. In The Guardian, Alexis Petridis lodò l'attualità di West e la produzione sovversiva in studio, scrivendo che  Late Registration suggerisce un artista che supera senza sforzo i suoi coetanei: più idee, testi migliori, hook più efficaci, maggiore profondità". Andy Kellman di AllMusic considerò il rap di West sull'album simile a quello in The College Dropout, sebbene affermasse che "può essere straordinario come puro scrittore" e notò il cambiamento nello stile di produzione di West: "beat grezzi e campionamenti drasticamente spostati di tempo vengono sostituiti con il tocco musicale più tradizionale di Jon Brion". Kitty Empire di The Observer scrisse che Late Registration è una "pietra miliare" nella storia hip hop e definì Kanye West "il Brian Wilson dell'hip-hop" perché egli "riproduce la lotta tra coscienza e avidità, il pop mainstream e ciò che può essere raggiunto entro i confini teorici dell'hip hop". Robert Hilburn del Los Angeles Times paragonò la dignitosa esecuzione di West sull'album di crossover pop a quella di The Beatles, Johnny Cash e Bob Marley. Sean Fennessey di Pitchfork sentiva che West aveva evitato lo "scoglio del secondo album" con un "capolavoro espansivo e imperfetto" che attinge alla sua personalità entusiasta, ambiziosa e dispersiva. Robert Christgau, scrivendo sul The Village Voice, elogiò gli "squisiti dettagli" presenti nell'album, sia lirici sia musicali, e concluse che West è: «Bravo quanto lui si crede di essere; [...] Vuole che tutti comprino il suo disco... Anche io». Christgau assegnò al disco una "A+".
Alcuni recensori furono più cauti nei loro giudizi. In The A.V. Club, Nathan Rabin scrisse di ritenere Late Registration ambizioso tanto quanto The College Dropout ma "meno riuscito" a causa dei testi melodrammatici e "sinfonici" non supportati da una coerenza narrativa abbastanza solida da tenere insieme il tutto, e concluse che l'album "suona come una brillante prima bozza, imperfetta e irregolare, ma irradia comunque umorismo e cuore". Jon Pareles credeva che l'elevato status di West minasse la qualità di perdente che aveva accentuato il suo album di debutto in studio; egli scrisse sul New York Times che "nella maggior parte di Late Registration, 
lo sforzo creativo si è concretizzato in hip-hop per V.I.P., e una fredda arroganza si è insinuata nelle canzoni". Hattie Collins di NME si disse molto impressionato dai beat musicali, ma lamentò la presenza di "testi spazzatura" e la mancanza di quel fascino goffo che aveva contraddistinto l'album di debutto di West per i fan più accaniti. Nel parere di Jon Caramanica della rivista Spin, l'aumentata versatilità ed eccentricità del flow di West "impallidisce ancora rispetto alla sua ambizione sonora".

## Tracce
1. Wake Up Mr. West – 0:41 (Gerry Goffin, Michael Masser, Kanye West)
2. Heard 'Em Say (feat. Adam Levine) – 3:23 (Kanye West, Adam Levine, Goffin, Michael Masser)
3. Touch the Sky (feat. Lupe Fiasco) – 3:57 (Kanye West, Curtis Mayfield, Justin Smith, Wasalu Muhammad Jaco)
4. Gold Digger (feat. Jamie Foxx) – 3:28 (Kanye West, Ray Charles, Renald Richard)
5. Skit #1 – 0:33
6. Drive Slow (feat. Paul Wall e GLC) – 4:32 (Kanye West, GLC, Paul Slayton)
7. My Way Home (feat. Common) – 1:43 (Kanye West, Gil Scott-Heron, Lonnie Rashid Lynn)
8. Crack Music (feat. The Game) – 4:31 (Kanye West, Jayceon Taylor, Willard Meeks)
9. Roses – 4:05 (Kanye West, Bill Withers)
10. Bring Me Down (feat. Brandy) – 3:18 (Kanye West, Anthony Williams)
11. Addiction – 4:27 (Lorenz Hart, Richard Rodgers, Kanye West)
12. Skit #2 – 0:31
13. Diamonds from Sierra Leone (Remix) (feat. Jay-Z) – 3:53 (Kanye West, DeVon Harris, Don Black, John Barry)
14. We Major (feat. Nas e Really Doe) – 7:28 (Kanye West, Larry Smith, Maureen Reid, Nasir Jones, Really Doe, Williams, Warryn Campbell)
15. Skit #3 – 0:24
16. Hey Mama – 5:05 (Kanye West, Donal Leace)
17. Celebration – 3:18 (Kanye West)
18. Skit #4 – 1:18
19. Gone (feat. Cam'ron e Consequence) – 5:33 (Kanye West, Cameron Giles, Dexter Mills, Chuck Willis)
20. Diamonds from Sierra Leone (traccia bonus) – 3:58 (Kanye West, Devon Harris, Don Black, John Barry)
21. Late (traccia nascosta) – 3:50 (Kanye West)

UK edition
1. We Can Make It Better (feat. Talib Kweli, Q-Tip, Common e Rhymefest) – 3:52 (Kanye West, Kamaal Fareed, Talib Kweli Greene, Che Smith, Burt Bacharach, Hal David)
2. Late (traccia nascosta) – 3:50 (Kanye West)

Japanese and Australian Tour editions
1. Back to Basics (feat. Common) – 1:39 (Kanye West, Lonnie Lynn, Duke Ellington, Irving Mills, Manny Kurt)
2. We Can Make It Better (feat. Talib Kweli, Q-Tip, Common e Rhymefest) – 3:52 (Kanye West, Kamaal Fareed, Talib Kweli Greene, Che Smith, Burt Bacharach, Hal David)
3. Late (traccia nascosta) – 3:50 (Kanye West)

### Campionamenti
- Wake Up Mr. West ed Hard 'Em Say contengono estratti di Someone That I Used to Love, eseguita da Natalie Cole.
- Touch The Sky contiene campioni di Move On Up, eseguita da Curtis Mayfield.
- Gold Digger contiene campioni di I Got a Woman, eseguita da Ray Charles.
- Drive Slow contiene campioni di Wildflower, eseguita da Hank Crawford.
- My Way Home contiene campioni di Home Is Where the Hatred Is, eseguita da Gil Scott-Heron.
- Crack Music contiene campioni di Since You Came in My Life, eseguita dal New York Community Choir.
- Roses contiene campioni di Rosie, eseguita da Bill Withers.
- Addiction contiene campioni di My Funnie Valentine, eseguita da Etta James.
- Diamonds From Sierra Leone contiene campioni di Diamonds Are Forever, eseguita da Shirley Bassey.
- We Major contiene campioni di Action, eseguita da Orange Krush.
- Hey Mama contiene campioni di Today Won't Come Again, eseguita da Donal Leace.
- Celebration contiene campioni di Heavenly Dream, eseguita da The Kay Gees.
- Gone contiene campioni di It's Too Late, eseguita da Otis Redding.
- Late contiene campioni di I'll Erase Away Your Pain, eseguita dai The Whatnauts.

## Formazione
Crediti adattati dal libretto del CD.

### Musicisti
- Eric Gorfain – violino (tracce 10, 17, 19)
- Daphne Chen – violino (tracce 10, 17, 19)
- Victoria Lanier – violino (tracce 10, 17, 19)
- Julie Rogers – violino (tracce 10, 17, 19)
- Alyssa Park – violino (tracce 10, 17, 19)
- Audrey Solomon – violino (tracce 10, 17, 19)
- Terry Glenny – violino (tracce 10, 17, 19)
- Susan Chatman – violino (tracce 10, 17, 19)
- Marisa Kuney – violino (tracce 10, 17, 19)
- Amy Wickman – violino (tracce 10, 17, 19)
- Marda Todd – viola (tracks 10, 17, 19)
- Piotr Jandule	– viola (tracce 10, 17, 19)
- Tom Tally – viola (tracce 10, 17, 19)
- David Sage – viola (tracce 10, 17, 19)
- Richard Dodd – violoncello (tracce 10, 17, 19)
- Matt Cooker – violoncello (tracce 10, 17, 19)
- Armen Ksadjikian – violoncello (tracce 10, 17, 19)
- Victor Lawrence – violoncello (tracce 10, 17, 19)
- Jason Torreano – contrabasso (tracce 10, 17)
- Francis Senger – contrabasso (tracce 10, 17)
- Denise Briese – contrabasso (tracce 10, 17)
- Gary Grant – tromba, flicorno (tracce 10, 17)
- Dan Fornero – tromba, flicorno (tracce 10, 17)
- Andrew Martin – trombone (tracce 10, 17)
- Stephen Holtman – trombone (tracce 10, 17)
- Bruce Otto – bass trombone (tracce 10, 17)
- Rick Todd – corno francese (tracce 10, 17)
- Brad Warnaar – corno francese (tracce 10, 17)
- Ervin "EP" Pope – tastiere (tracce 9, 17)
- Keenan "Keynote" Holloway – basso (tracce 9, 17)
- Tom Craskey – tastiere (tracce 13, 20)
- Dave Tozer – chitarra (tracce 13, 20)
- Michel Gondry – batteria (tracce 13, 20)
- A-Trak – scratching (traccia 4)
- Tony "Penafire" Williams – voce aggiuntiva (tracce 2, 6, 8, 9, 14)
- John Legend – voce aggiuntiva (tracce 16, 17)
- DeRay Davis – voce aggiuntiva (traccia 1)
- Plain Pat – voce aggiuntiva (traccia 4)
- Don C. – voce aggiuntiva (traccia 4)
- Keyshia Cole – voce aggiuntiva (traccia 8)
- Charlie Wilson – voce aggiuntiva (traccia 8)
- Strings – voce aggiuntiva (traccia 11)

### Produzione
- Anthony Killhofer – registrazione (tracce 3, 4, 6, 8,-14, 16, 17, 19, 20)
- Andrew Dawson – registrazione (tracce 1-4, 6-8, 16, 17, 21)
- Tom Biller – registrazione (2, 4, 11-14, 16, 17), registrazione strings (tracce 10, 17, 19, 20)
- Richard Reitz – registrazione (traccia 5)
- Mike Dean – missaggio (tracce 2-4, 6, 7)
- Craig Bauer – missaggio (tracce 9-12)
- Manny Marroquin – missaggio (tracce 13, 20)
- Nate Connelly – assistenza all'ingegneria (tracce 2-4, 6, 9, 10, 14, 21)
- Mike Mo – assistente all'ingegneria (tracce 2-4, 6, 10, 14)
- Matt Green – assistente all'ingegneria (tracce 3, 4, 8, 10, 16, 17)
- Taylor Dow – assistente all'ingegneria (tracce 2, 7, 16, 17, 19)
- James Auwater – assistente all'ingegneria (tracce 9-12)
- Ryan Neuschafer – assistente all'ingegneria (tracce 9-12)
- Jon Brion – arrangiamento (tracce 10, 17, 19)
- Eric Gorfain – orchestrazione (tracce 10, 17, 19)
- Vlado Meller – mastering

### Design
- Louis Marino – direttore creativo
- Morning Breath, Inc. – direzione artistica, grafica
- Sarah A. Friedman – fotografia
- Kris Yiengst – fotografia, coordinazione artistica
- Charlene Roxborough – stilista
- Ibn Jasper – grooming

## Classifiche

### Classifiche settimanali
| Classifica (2004)         | Posizione massima |
| ------------------------- | ----------------- |
| Australia                 | 14                |
| Austria                   | 53                |
| Belgio                    | 43                |
| Canada                    | 1                 |
| Danimarca                 | 11                |
| Europa                    | 6                 |
| Finlandia                 | 18                |
| Francia                   | 36                |
| Germania                  | 24                |
| Irlanda                   | 2                 |
| Italia                    | 65                |
| Nuova Zelanda             | 11                |
| Norvegia                  | 4                 |
| Regno Unito               | 2                 |
| Scozia                    | 3                 |
| Stati Uniti               | 1                 |
| Stati Uniti (Pop)         | 6                 |
| Stati Uniti (R&B/Hip-Hop) | 1                 |
| Stati Uniti (Rap)         | 1                 |
| Svezia                    | 11                |
| Svizzera                  | 9                 |

### Classifiche di fine anno
| Classifica (2005)         | Posizione |
| ------------------------- | --------- |
| Australia                 | 83        |
| Mondiale                  | 14        |
| Regno Unito               | 43        |
| Stati Uniti               | 21        |
| Stati Uniti (R&B/Hip-Hop) | 11        |
| Stati Uniti (Rap)         | 3         |